# Campionati europei di triathlon del 1989
I Campionati europei di triathlon del 1989 si sono tenuti a Cascais, Portogallo in data 11 giugno 1989.

## Risultati

### Élite uomini
| Pos. | Nome              | Paese       | Nuoto    | Bici     | Corsa    | Totale   |
| ---- | ----------------- | ----------- | -------- | -------- | -------- | -------- |
|      | Yves Cordier      | Francia     | 00:20:51 | 01:04:47 | 00:36:29 | 02:02:08 |
|      | Rob Barel         | Paesi Bassi | 00:20:49 | 01:06:22 | 00:35:38 | 02:02:54 |
|      | Juergen Zaeck     | Germania    | 00:21:53 | 01:06:18 | 00:34:52 | 02:03:04 |
| 4    | Pim Van Den Bos   | Paesi Bassi | 00:23:10 | 01:05:33 | 00:35:32 | 02:04:16 |
| 5    | Wolfgang Dittrich | Germania    | 00:20:40 | 01:06:49 | 00:37:07 | 02:04:38 |
| 6    | H. Kiens          | Paesi Bassi | 00:20:54 | 01:09:16 | 00:34:31 | 02:04:41 |
| 7    | T. Leutenegger    | Svizzera    | 00:21:52 | 01:06:35 | 00:37:07 | 02:05:34 |
| 8    | Gerd Amrhein      | Germania    | 00:22:55 | 01:07:57 | 00:34:58 | 02:05:50 |
| 9    | Jochen Basting    | Germania    | 00:21:54 | 01:08:34 | 00:35:36 | 02:06:01 |
| 10   | Didier Volckaert  | Belgio      | 00:21:50 | 01:07:52 | 00:35:56 | 02:06:13 |

### Élite donne
| Pos. | Nome                   | Paese       | Nuoto    | Bici     | Corsa    | Totale   |
| ---- | ---------------------- | ----------- | -------- | -------- | -------- | -------- |
|      | Simone Mortier         | Germania    | 00:23:20 | 01:14:43 | 00:38:55 | 02:16:59 |
|      | Kirsten Ullrich        | Germania    | 00:23:00 | 01:17:38 | 00:41:37 | 02:22:17 |
|      | Sarah Springman        | Regno Unito | 00:24:42 | 01:17:45 | 00:40:08 | 02:22:36 |
| 4    | Sarah Coope            | Regno Unito | 00:25:46 | 01:17:23 | 00:39:36 | 02:22:44 |
| 5    | C. Jay-Gabel           | Francia     | 00:27:09 | 01:16:07 | 00:39:37 | 02:22:54 |
| 6    | Thea Sijbesma          | Paesi Bassi | 00:24:39 | 01:18:06 | 00:41:06 | 02:23:51 |
| 7    | Birgit Rosberg-Seubert | Germania    | 00:23:24 | 01:19:47 | 00:41:18 | 02:24:29 |
| 8    | D. Trueman             | Regno Unito | 00:25:25 | 01:19:53 | 00:40:03 | 02:25:23 |
| 9    | Ute Schaefer           | Germania    | 00:28:30 | 01:17:08 | 00:40:30 | 02:26:07 |
| 10   | I. Zwartkruis          | Paesi Bassi | 00:27:00 | 01:18:39 | 00:41:06 | 02:26:46 |